# Merumea
Merumea là một chi thực vật có hoa trong họ Thiến thảo (Rubiaceae).

## Loài
Chi Merumea gồm các loài: